# رودنی آنیورسا فریر
رودنی آنیورسا فریر (به پرتغالی: Raudnei Aniversa Freire) مهاجم اهل برزیل است که در شهر برزیل و در تاریخ ۱۸ ژوئیهٔ ۱۹۶۵ به دنیا آمده‌است.
رودنی آنیورسا فریر در تیم‌های فوتبال Kyoto Purple Sanga سابقهٔ حضور دارد.